# ضغط فوق الرأس

الضغظ فوق الرأس أو الضغط على الكتف هو تدريب في رفع الأثقال الذي يركز على تنمية وتطوير الكتفين. ويتم تنفيذ التدريب وقوفاً على الأقدام، بحيث يتم رفع الثقل من عضلات الدالية الأمامية حتى امتداد الذراعين فة ق الرأس. هذا النوع من الضغط يهدف بشكل أساسي إلى تطوير الكتفين، وبشكل ثانوي إلى تطوير العضلات ثلاثية الرؤوس والعضلات الشبه منحرفة. ولأن الرفع يتم وقوفاً، فإنه يطور عضلات البطن، وعضلات البطن المائلة الخارجية، وعضلات الأضلاع، وعضلات الظهر، وهذه كلها تثبت العمود الفقري وتقويه حيث أن مركز الثقل لدى الإنسان مرتفع وبالتالي تحقيق التوازن لديه أكثر صعوبة. وهذا الضغط يسمى أحيانا بقرفصاء الجزء العلوي من الجسم.

## الحركة
يبدأ هذا التدريب بوضع ثقلة رفع الأثقال على عضلات الداليه الامامية. ويمكن القيام بذلك عن طريق أخذ ثقلة رفع الأثقال من الرف أو رفعها عن الأرض (خذ واضغط). ووأيضاً يمكن القيام بالحركة باستخدام الدمبل، ولكن الدمبل لا يجلس بدقة على عضلات الدالية. ولا يتوفر للدمبل رفوف عالية يسهل الوصول إليها لذلك إمّا أن يرفعها الشخص عن الأرض أو يتوفر مساعد يضع الدمبل في موضع بداية التمرين (أو بدلاً عن ذلك، القيام بالضغطات بذراع واحدة).
عملية الضغط تتم بنقل الثقلة أو الدمبل من ارتفاع الكتف، ودفعها إلى ما فوق الرأس حتى تمتد الذراعين تماماً.

## الفوائد
1. تمرين شامل للجسم، عضلات الجذع والرجل تحاول استقرار الوزن على جسمك بينما عضلات الكتف والصدر والذراع تدفع الوزن إلى فوق الرأس.
2. سلامة وصحة الكتف.
3. يبني هذا التمرين عضلات البطن والظهر الذين يساعدان على استقرار الوزن على الجسم وعضلات الكتفين والذراع الخلفية.

## الاختلافات
اختلافات في تمارين الضغط فوق الرأس:
- الضغط العسكري: الكعبان ملتصقان
- ضغط الأولومبياد: الضغط في وضعية الاستلقاء
- الضغط بالدفع: وذلك باستخدام الدفع بالأرجل
- الضغط من وراء العنق: الثقلة على الرقبة بدلا من عضلات الدالية الأمامية
- الضغط جلوساً الضغط أثناء الجلوس (عادة على مقعد)
- ضغط الدمبل: باستخدام الدمبل.
  - الضغط بيد واحدة: الضغط بذراع واحدة على حدى
  - ضغط أرنولد: يبدأ الضغط بالسواعد الداخل، وتنتهي بمدّ الساعدين.
- ضغط السوت: الضغط بوضعية القرفصاء
- الضغط بالانحناء: الضغط فوق الرأس مع التواء الجذع.و تسمى أيضاً بالضغط الجانبي
- ضغط الساق: وذلك باستخدام قبضة محايدة أثناء الضغط بالثقلة فوق الرأس على جهاز سميث.

أشكال أخرى من الضغط:
- الضغط على المقعد
- الضغط المائل
- الضغط المنحدر
- الضغط
- غطس